# Illégalement vôtre
Pour plus de détails, voir Fiche technique et Distribution.
Illégalement vôtre (Illegally Yours) est un film américain réalisé par Peter Bogdanovich, sorti en 1988.

## Synopsis
Un jour, Richard Dice est appelé pour faire partie d'un jury lors d'un procès dont l'enjeu est de savoir si une femme est coupable ou non d'un meurtre, qui n'est d'autre que son premier amour qu'il tentera à tout prix d'innocenter.

## Fiche technique
Sauf indication contraire, les informations mentionnées dans cette section peuvent être confirmées par la base de données cinématographiques IMDb,  présente dans la section « Liens externes ».
- Titre français : Illégalement vôtre
- Titre original : Illegally Yours
- Réalisation : Peter Bogdanovich
- Scénario :  Max Dickens et M.A. Stewart
- Direction artistique : Harold Thrasher
- Décors : Robert Kracik
- Montage : Richard Fields et Ronald Krehel
- Musique : Phil Marshall
- Photographie : Dante Spinotti
- Production : Peter Bogdanovich et Steve Foley
- Sociétés de production : Crescent Moon, De Laurentiis Entertainment Group
- Sociétés de distribution : United Artists
- Pays d’origine :  États-Unis
- Langue : anglais
- Genre : Comédie
- Durée : 102 minutes
- Dates de sortie  : 
  - USA : 13 mai 1988

## Distribution
- Rob Lowe : Richard Dice
- Colleen Camp : Molly Gilbert
- Kenneth Mars : Hal B. Keeler
- Louise Stratten : Sharon Woolrich
- Harry Carey Jr. : Wally Finnegan
- Kim Myers : Suzanne Keeler
- Marshall Colt : Donald Cleary
- Rick Jason : Freddie Boneflecker
- Jessica James : Mrs. Evelyn Dice
- Linda MacEwen : Ruth Harrison
- George Morfogen : lr juge Norman Meckel
- Marjorie O. Taylor : Honey Bunny
- Ira Heiden : Andrew Dice